# Rie Kanetō
Rie Kanetō (japanisch 金藤 理絵, Kanetō Rie; * 8. September 1988 in Shōbara) ist eine ehemalige japanische Schwimmerin. Bei den Olympischen Sommerspielen 2016 wurde sie Olympiasiegerin im Brustschwimmen über 200 m.

## Karriere
Kanetō gewann ihre erste Medaille bei einem internationalen Wettkampf bei der Sommeruniversiade 2007 im Brustschwimmen über 200 m. Bei den Olympischen Sommerspielen 2008 im folgenden Jahr erreichte Kanetō den siebten Platz in der gleichen Disziplin. Im folgenden Jahr wurde sie im Brustschwimmen über 200 m Universiadesiegerin.
Bei ihrer zweiten Teilnahme an den Olympischen Sommerspielen im Jahr 2016 wurde Kanetō Olympiasiegerin im Brustschwimmen über 200 m. Mit einer Zeit von 2:20,30 min hatte sie dabei über eine Sekunde Vorsprung vor  Julija Jefimowa, der Gewinnerin der Silbermedaille.
Im März 2018 gab Kanetō das Ende ihrer Schwimmkarriere bekannt.